# 군산은침
군산은침(중국어 간체자: 君山银针, 정체자: 君山銀針, 병음: jūnshān yínzhēn 쥔산인전[*])은 중국 후난성(湖南省) 악양현의 둥팅호(洞庭湖) 가운데 있는 섬인 군산(君山)에서 생산되는 차이다.
이 차는 중국의 당나라 때에서 비롯하였고 청나라 때에는 황실에 바쳐지던 귀한 차이다. 군산에서는 원래 녹차를 생산하다가 후대로 가면서 황차로 바뀌어 황차의 대표적인 차가 되었다. 모양은 백차의 대표적인 차인 푸젠성 백호은침과 비슷하게 생겼는데, 군산은침은 마오쩌둥이 가장 즐겼던 차라고도 전해진다.

## 전설
옛날 동정호 군산(君山)에 장순(張順)이라 불리는 젊은이가 살았는데, 근데 이 젊은이는 맘이 너무 착해서 다른 사람 돕기를 좋아했다. 그의 착한 맘에 감복한 용왕이 이 젊은이에게 밝은 빛이 나는 구슬을 주며 잘 살라고 했다.
이 젊은이는 마을 사람 전체가 잘 살기를 바라는 마음에 구슬을 군산의 청라봉(靑螺峰)에 묻었는데 어느날 구슬을 묻은 자리에서 은침모양의 차나무가 자랐다. 그래서 그 차나무를 '군산은침'이라고 부르게 되었다고 한다.
청나라 때는 그 모양 때문에 첨차(尖茶) 또는 용차(茸茶)라고도 불리었다.

## 제조법
이 차는 청명(淸明)전후 3-4일에 걸쳐 어린 잎을 따서 먼저 솥에서 열처리를 한 뒤, 1차 건조를 시키고 다시 수분 함량이 50-60% 정도에서 종이로 싼 뒤 목상자나 철제상자에 넣고 40-48시간 저장시켜 만든다.
이 차에 더운 물을 부으면 차싹이 곧게 뜨다가 천천히 가라앉는데 이런 모양을 보고 당나라 사람들은 세 번 떴다가 세 번 가라앉는다 하여 삼기삼락(三起三落)이라 했다고 한다.

## 맛과 즐기기
군산은침은 유명한 쓰촨성의 몽정차(蒙頂茶)와 마찬가지로 황차의 하나이다. 황차는 약발효를 시켜 향기가 맑고 맛은 부드럽고 달고 상쾌하며, 우려낸 차의 빛깔은 밝은 등황색이다. 차싹은 백호가 많고 잎의 모양은 곧고 가지런한 것이 담황색을 띠고 있다. 70-80도 정도의 따뜻한 물에 찻잎을 넣고 1분 정도 후에 마시면 된다. 서너 차례 반복해서 우려내어 마셔도 맛과 향이 여전히 좋다.

## 같이 보기
- 차 (음료)
- 중국의 10대 명차 [깨진 링크(과거 내용 찾기)]